# 케렌스키-크라스노프 봉기
케렌스키-크라스노프 봉기는 볼셰비키가 10월 혁명으로 권력을 전복시키자, 케렌스키가 권력을 되찾으려 했던 시도이다. 

10월 혁명 이후, 케렌스키는 페트로그라드를 떠나 프스코프로 가서 수도를 탈환하기 위해, 자신에게 충성하는 군대를 집결시켰다. 그는 이 군대를 지휘할 표트르 크라스노프를 임명했다. 또한 군사 학교의 생도들, 이른바 사관생도 반란은 케렌스키가 정부를 다시 장악하려는 시도를 지원했다. 그의 군대는 차르스코예 셀로를 점령했지만 다음 날 풀코보 언덕에서 패배했다. 봉기가 실패하자 케렌스키는 강제로 망명을 하게 되었고, 결국 프랑스와 미국으로 피난처를 찾게 되었다.